# Tiopurina

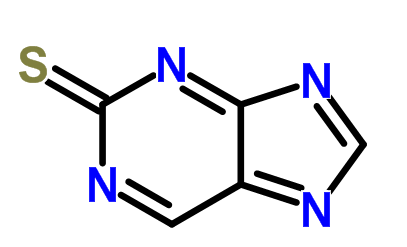
Estructura química de la tiopurina.

Las tiopurinas son un tipo de fármacos quimioterapéuticos utilizados en el tratamiento de la leucemia y enfermedades autoinmunitarias. Se descomponen en el cuerpo por unas enzimas llamadas tiopurina metiltransferasa (TPMT) y nudix motivo de tipo 15 (NUDT15).
La tiopurina metiltransferasa (TPMT) es una enzima que metaboliza los fármacos tiopurínicos, incluyendo la mercaptopurina y la tioguanina. La azatioprina es otro medicamento que se utiliza en el tratamiento de enfermedades autoinmunitarias y que también pertenece a la familia de las tiopurinas.

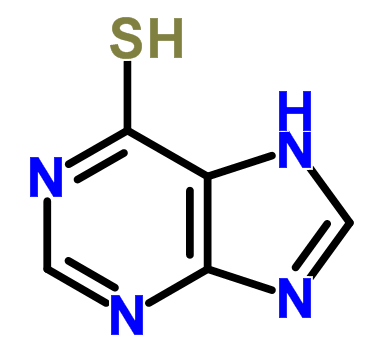
Estructura química de la 2-Mercaptopurina.

## Aplicaciones médicas
Las tiopurinas se utilizan para diferentes propósitos:
- La mercaptopurina y la tioguanina son fármacos quimioterapéuticos importantes que se utilizan en el tratamiento de la leucemia.[1][2]
- La azatioprina, que también pertenece a la familia de las tiopurinas, se utiliza en el tratamiento de enfermedades autoinmunitarias como la enfermedad inflamatoria intestinal,[5][6] y es ampliamente utilizada para el mantenimiento de la remisión.[7]

## Efectos secundarios
Algunas personas pueden experimentar intolerancia digestiva debido al uso de tiopurinas, manifestándose a través de síntomas como náuseas, vómitos, diarrea y dolor abdominal. Además, en determinados casos, estas sustancias pueden desencadenar hepatotoxicidad (daño hepático).
Las tiopurinas pueden disminuir la capacidad del cuerpo para combatir infecciones. Las personas que presentan una actividad enzimática deficiente o nula de TPMT o NUDT15, enzimas esenciales en la metabolización de las tiopurinas, pueden enfrentar efectos secundarios graves, como anemia o hemorragias.
El uso de tiopurinas también se ha relacionado con el incremento del riesgo de trastornos linfoproliferativos, fundamentalmente linfomas no Hodgkin. Otro efecto a tener en cuenta es el mayor riesgo de tumores de piel diferentes al melanoma en personas sometidas a terapias con tiopurinas.
En algunos casos, se pueden utilizar otros inmunosupresores como el metotrexato, ciclosporina o tacrólimus en lugar de las tiopurinas.